# 503. padalski pehotni polk (ZDA)
503. padalski pehotni polk (izvirno angleško 503rd Parachute Infantry Regiment; kratica 503. PIR) je bila padalska enota Kopenske vojske Združenih držav Amerike.

## Zgodovina
Polk je bil ustanovljen marca 1942, nakar je bil premeščen v Fort Bragg. Oktobra istega leta je bil polk poslan v Avstralijo, kjer je bil 2. novembra ustanovljen novi 2. bataljon. Avgusta 1943 je polk prispel na Novo Gvinejo, nakar je sodeloval v bojih na Novi Gvineji, Noemfoorju, Leyteju, Mindoru, Corregidorju in Negros Islands. Julija 1944 je bil polk preoblikovan v 503. polkovno bojno skupino. Med vojno je polk opravil 3 bojne skoke. Polk je bil razpuščen 23. decembra 1945 v Campu Anza (Kalifornija).